# Darko Čeferin
Darko Čeferin (født 7. november 1968) er en slovensk fodbolddommer. Han har dømt internationalt under det internationale fodboldforbund FIFA siden 2000, hvor han er indrangeret som kategori 2-dommer, der er det tredje højeste niveau for internationale dommere. Tidligere har han været indrangeret i Premier-dommer-kategorien.
Han debuterede i den bedste slovenske liga i 1996.

## Kampe med danske hold
- Den 18. oktober 2001: Anden runde i UEFA Cuppen: FC København – Ajax Amsterdam 0-0.
- Den 9. april 2004: Kvalifikation til VM i fodbold 2006 til VM 2006: Georgien – Danmark 2-2.
- Den 17. december 2008: Gruppespillet i UEFA Cuppen: Club Brügge – FC København 0-1.
- Den 3. december 2009: Gruppespillet i Europa League: FC København – Cluj 2-0.